# Pambujan
Pambujan est une localité de la province de Samar du Nord, aux Philippines. En 2015, elle compte 33 062 habitants.